# Cabazitaxel
Cabazitaxel (Handelsname Jevtana®, Hersteller: Sanofi-Aventis) ist halbsynthetisch gewonnenes Zytostatikum aus der Gruppe der Taxane zur Behandlung von fortgeschrittenem Prostatakrebs nach erfolgter Behandlung mit einer anderen Chemotherapie; es bietet sich bei kastrationsresistentem Krebs als zusätzliche Therapielinie an. Cabazitaxel zählt zu den Mikrotubuli-Inhibitoren. Es hemmt in der Zellteilungsphase die Ausbildung des Spindelapparats (Mitosehemmer; zytotoxische Wirkung).

## Synthese
Cabazitaxel wird halbsynthetisch aus dem Naturstoff 10-Deacetylbaccatin III hergestellt, der durch Extraktion aus Eibennadeln (Taxus sp.) gewonnen wird.

## Anwendungsgebiete
Cabazitaxel wird als Zweitlinientherapie nach Docetaxel bei kastrationsresistentem Prostatakarzinom eingesetzt. Alle drei Wochen wird Cabazitaxel in einer Dosierung von 25 mg/m² KOF als einstündige Infusion in Kombination mit 10 mg Prednison täglich verabreicht. Der Patient muss mindestens 1500 neutrophile Granulozyten pro Kubikmillimeter (µl) Blut aufweisen, da es sonst zu schweren Infektionen kommen kann.

## Nebenwirkungen
Allergische Reaktionen gegen Cabazitaxel sind möglich. Zu weiteren Nebenwirkungen zählen (febrile) Neutropenie, Thrombozytopenie und Durchfall, ferner unter anderem Abdominalschmerzen, Rückenschmerzen, Ermüdung und Fieber.

## Frühe Nutzenbewertung (§ 35a SGB V)
Der Gemeinsame Bundesausschuss (G-BA) fasste 2012 einen Beschluss hinsichtlich des Zusatznutzens von Cabazitaxel aufgrund § 35a SGB V (AMNOG) (frühe Nutzenbewertung). Für Patienten mit hormonrefraktärem metastasiertem Prostatakarzinom, die während oder nach einer Docetaxel-haltigen Chemotherapie progredient sind und für die eine erneute Behandlung mit Docetaxel nicht mehr infrage kommt, wurde Cabazitaxel mit Best Supportive Care verglichen. Für Patienten, die nach einer Docetaxel-haltigen Chemotherapie progredient sind, grundsätzlich aber noch für eine adäquate Docetaxel-haltige Chemotherapie infrage kommen, war die zweckmäßige Vergleichstherapie Docetaxel in Kombination mit Prednison oder Prednisolon. Laut G-BA-Beschluss gibt es, wenn eine erneute Docetaxel-Therapie nicht infrage kommt, einen Hinweis auf einen geringen Zusatznutzen; für die übrigen Patienten ist ein Zusatznutzen nicht belegt.